# Cray-3

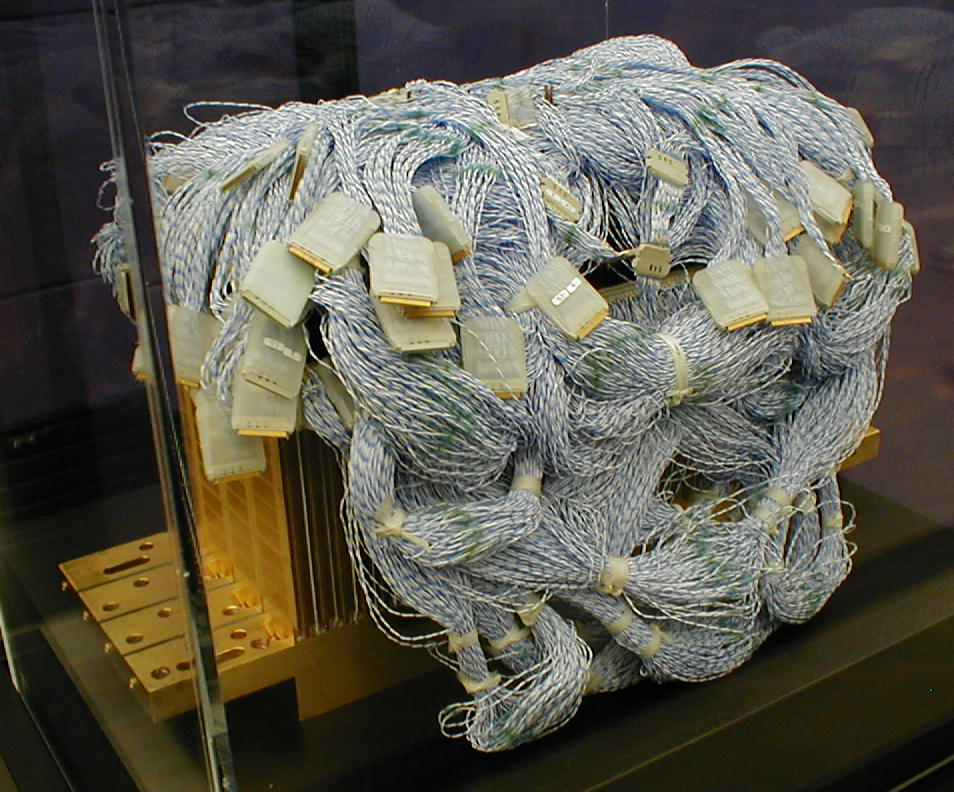
Cray-3 „Brick“ Prozessor

Der Supercomputer Cray-3 ist Crays Nachfolger des Cray-2. Das System sollte die erste Anwendung von Galliumarsenid-Halbleitern (auch GaAs-Halbleiter genannt) in der elektronischen Datenverarbeitung sein, was bereits beim Vorgängermodell versucht worden war. Das Projekt wurde allerdings ein riesiger Flop, da der Cray-3 aufgrund seiner Galliumarsenid-Schaltungen sehr teuer war und deshalb nur ein Exemplar ausgeliefert wurde.

## Geschichte
Gleich nach der Fertigstellung der Cray-2 machte sich Seymour Cray an die Entwicklung der Cray-3. Mit diesem Rechner verließ er Cray Research und gründete seine dritte Firma Cray Computer Corporation (kurz: CCC). Es war ein friedliches Auseinandergehen. Der Grund: Durch die zweijährige Verzögerung der Cray-2, die schon 1982 erscheinen sollte, war es nötig, einen Nachfolger der Cray-1 zu etablieren – schließlich bringt auch die Konkurrenz neue Modelle heraus. Die Wahl fiel auf eine Weiterentwicklung der Cray-1 auf 2 Prozessoren, die Cray X-MP. Es war möglich, diese weiterzuentwickeln (später entstand daraus die Cray Y-MP mit 4 oder 8 Prozessoren und die Cray T90 mit 16 Prozessoren), aber keine Firma kann es sich leisten, praktisch zwei Supercomputerlinien zu fahren: Solche Rechner werden einzeln verkauft und von einem Modell selten mehr als 100 Stück.
Das Problem, das schon die Entwicklung der Cray-2 verzögerte, waren die Zykluszeiten: Langsam kam man an Grenzen, die von der Physik vorgegeben wurden. Das Licht und damit auch Taktsignale bewegen sich in einer Nanosekunde nur noch 30 cm weit. Transistoren schalten in Bereichen, die zwar noch unter 1 ns liegen, aber bei der Verarbeitung von Daten durchlaufen die Daten einige Dutzend Gatter, so dass sich die Schaltzeiten addieren.
Seymour Cray sah die Lösung in einem anderen Halbleitermaterial: Galliumarsenid. Silizium ist zwar das allgemein eingesetzte Material und auch das preiswerteste. Doch es ist von den elektrischen Eigenschaften das schlechteste. Sowohl Germanium-Transistoren als auch Halbleiter aus Elementen der dritten und fünften Hauptgruppe wie Galliumarsenid schalten erheblich schneller, weil die Elektronen eine höhere Beweglichkeit haben. Germanium kommt aus preislichen und praktischen Erwägungen für hochintegrierte Schaltungen nicht in Frage, blieb noch Galliumarsenid.
Was Seymour Cray unterschätzt hat, war die Komplexität der Aufgabe: Einen neuen Rechner zu entwickeln ist schon schwierig. Aber dazu noch neue Schaltungen auf der Basis eines nicht allgemein eingesetzten Materials zu konstruieren, war zu schwierig. Die Entwicklung verzögerte sich von 1988/1989 auf 1993. Abgesichert durch einen Auftrag und staatliche Unterstützung, konnte er mit einem Aufwand von 120 Mio. USD 1993 einen Prozessor der Cray-3 vorstellen und auch im NCAR installieren. Das gesamte System sollte aus 16 Prozessoren bestehen in einem nur 90 × 90 cm großen Kubus, 4 GB Speicher und direkten Verbindungen mit 8 GB/s zwischen den Prozessoren. Bei einer Zykluszeit von 2,11 ns erreichte ein Prozessor eine Peakperformance von 0,948 GFLOP, der gesamte Rechner 15,17 GFLOP. Die Leistungsaufnahme des kleinen Würfels betrug 88 kW.
Doch nachdem die Cray-3 produktionsreif war, wollte sie niemand haben – sie war einfach zu teuer. Ähnlich erging es auch dem CM-2 von Convex, einem anderen Supercomputer-Hersteller, der Galliumarsenid einsetzte.
Cray Research hatte die Architektur der Cray-1 weiter entwickelt und mit der Cray C90 ein 16-Prozessorensystem mit einer Performance von 1 GFLOP pro Prozessor – bei nur 4,2 ns Zykluszeit und herkömmlicher Technologie. 1995 ging Crays Firma CCC in Konkurs. Sie hatte nicht ein Cray-3-System verkaufen können. In der Zwischenzeit arbeitete jedoch Seymour Cray schon an der Cray-4 – ebenfalls mit Galliumarsenid und 1 ns Zugriffszeit. Am 22. September 1996 starb er an den Folgen eines Verkehrsunfalls, bevor er die Cray-4 vollenden konnte.

## Systeminformationen
| Kenngröße                             | Daten                                                |
| ------------------------------------- | ---------------------------------------------------- |
| Maschinentyp                          | Shared-memory Multi-Vektorprozessor                  |
| Betriebssystem                        | UNICOS (Unix Variante von Cray Computer Corporation) |
| Compiler                              | Fortran, C                                           |
| Zykluszeit                            | 2,11 ns                                              |
| Theoretische Höchstleistung:          |                                                      |
| Je Prozessor                          | 0,948 Gflop/s                                        |
| Maximal (16 Prozessoren)              | 15,17 Gflop/s                                        |
| Hauptspeicher                         | 4 GB                                                 |
| Speicherbandbreite:                   |                                                      |
| Bandbreite jedes einzelnen Prozessors | 8 GB/s                                               |
| Anzahl Prozessoren                    | 1–16                                                 |